# Magne III de Noruega
Magne el Descalç (en nòrdic: Magnús berfœttr, en noruec: Magnus Berrføtt) (1073- 24 d'agost del 1103), fill bastard del rei Olau el Pacífic i net de Harald el Sever, va regnar com a Magne III de Noruega del 1093 fins a la seva mort.

## Regnat
A la mort del rei Olau III de Noruega sense descendència legítima el 1093, el regne es va dividir entre els partidaris de Magne i els de Haakon Magnusson, cosí seu i fill legítim de Magne II de Noruega. Haakon va ser proclamat rei a Trondheim i Magne fou aclamat a Viken. Les dues parts es prepararen per a l'enfrontament, però abans d'entrar en batalla Haakon va morir sobtadament i Magne el Descalç esdevingué rei de tot Noruega.
Magne va posar fi a la política pacífica del seu pare i de seguida va procurar convertir Noruega en un imperi, entrant en guerra amb Suècia i Dinamarca i estenent-se al mar d'Irlanda. El 1098 va conquerir el Regne Viking de Man amb les illes Òrcades i les Hèbrides, i en una nova campanya el 1102 va atacar Irlanda conquerint el Regne de Dublín.
El 1101 es va casar amb Margarida Friðkolla, filla del rei Ing Steinkelsson el Vell de Suècia. El sobrenom "Friðkolla" significa "Donzella de la Pau", en referència al fet que el seu matrimoni amb el rei Magnus Cames-nues va segellar el tractat de pau entre Noruega i Suècia, signat a Konungahella el 1101. El matrimoni, que no tingué descendència, fou curt, ja que Magnus va morir el 1103 a Irlanda.
Després de capturar Dublín, Magne va dirigir-se cap al nord a la conquesta de la zona de l'Úlster. Durant una marxa amb el seu exèrcit va caure víctima d'una emboscada dels irlandesos. D'acord amb la saga, una llança li va travessar les dues cuixes, però va continuar lluitant fins que rebé un cop de destral al coll.

## Successió
No va sobreviure descendència de la unió entre Magne i Margarida. A la mort d'aquest va ser succeït de forma conjunta pels seus tres fills il·legítims: Olaf Magnusson, Eystein Magnusson i Sigurd Magnusson.
Després de la mort de Magne també aparegué Harald Gille, que afirmava ser també un fill il·legítim seu i reclamava els seus drets al tron. Harald esdevindria l'any 1130 el rei Harald IV de Noruega.